# Морська змія Джердона
Морська змія Джердона (Kerilia jerdonii) — єдиний представник роду отруйних змій Kerilia родини Аспідові. Має 2 підвиди.

## Опис
Загальна довжина сягає 90—100 см. Голова дуже коротка, трикутна. Морда звужена. Ніздрі розташовані спереду на верхній частині морди. Очі з круглими зіницями. Тулуб циліндричний. Хвіст плаский. Луска сильно кілевата, перекриває одна одну, має своєрідні «колючки». Через середину тулуба проходить 19—23 рядків луски. Черевних щитків 200–278, підхвостових — 30—35.
Спина оливкового, жовтуватого кольору з 31—40 чорними плямами або ромбами, які простягаються навколо тулуба. Черево білого забарвлення.

## Спосіб життя
Полюбляє мілину, непогано пересувається також по суходолу. Практично все життя проводить у морі. Активна вночі. Харчується рибою.
Це яйцеживородна змія. Самиця народжує 3—4 дитинчати завдовжки 30 см.
Отрута сильно небезпечна.

## Розповсюдження
Мешкає біля східного узбережжя Індії, о.Шрі-Ланка, М'янми, Таїланду, Малайзії, Індонезії, В'єтнаму, Камбоджі, південного Китаю, Тайваня.

## Підвиди
- Kerilia jerdonii jerdonii
- Kerilia jerdonii siamensis